# Elburgo
Elburgo (baskijski: Burgelu) – gmina w Hiszpanii, w prowincji Araba, w Kraju Basków, o powierzchni 32,09 km². W 2011 roku gmina liczyła 629 mieszkańców.